# Avatha subdiscoloralis
Avatha subdiscoloralis är en fjärilsart som beskrevs av Embrik Strand 1917. Avatha subdiscoloralis ingår i släktet Avatha och familjen nattflyn. Inga underarter finns listade i Catalogue of Life.